# Casa palacio de don Dionis
La casa palacio de don Dionis es una casa palacio, construida sobre una torre fortificada de origen musulmán ubicada en el municipio español de Maleján, en la provincia de Zaragoza.

## Historia
Durante la época de la taifa de Zaragoza es cuando Maleján conoce su mayor esplendor a juzgar por los restos del rico palacio islámico del siglo X, encontrado y que hoy en día forma parte de la llamada casa palacio de don Dionis. Se encontró un arco de herradura, hoy desaparecido, decorado con ricas yeserías de motivos vegetales y epígraficos.

## Descripción
Parte de la casa palacio es una torre islámica de planta rectangular de unos siete por diez y medio metros de planta, construida con sillares almohadillados de yeso y piedra caliza, que se encuentra situada en un punto elevado de la población dominando la zona de la huerta y anexo a la iglesia parroquial.